# Spirit (album)
Spirit este cel de al paisprezecelea album de studio al formației Depeche Mode. A fost lansat la 17 martie 2017 la casele de discuri Columbia și Mute. Albumul a fost produs de James Ford și a fost precedat de single-ul Where's the Revolution.

## Promovare
La 11 octombrie 2016, trupa a anunțat declanșarea unui turneu mondial, Global Spirit Tour, pentru promovarea albumului. Turneul a debutat la Solna, în Suedia, la 5 mai 2017 și s-a încheiat la Berlin, pe 25 iulie 2018. Pe parcurs, Depeche Mode au venit și în România, concertând la Cluj-Napoca, pe Cluj Arena, la 23 iulie 2017. Global Spirit Tour a devenit cel mai mare turneu al trupei, iar ultimele două show-uri, cele de la Berlin, au fost înregistrate și au devenit un film al concertului și un documentar intitulat Spirits in the Forest, lansat în cinematografe în 2019 și pe DVD și Blue Ray Disc la 26 iunie 2020.

## Performanțe comerciale
Spirit a debutat pe poziția a cincea în UK Albums Chart cu 23.658 de copii vândute în prima săptămână, devenind al 17-lea album Depeche Mode intrat în Top 10 în Regatul Unit. În săptămâna următoare, albumul a ieșit din Top 10, coborând pe locul 17, cu vânzări de 5.658 de copii suplimentare. Albumul a debutat pe locul cinci în Billboard 200, clasamentul albumelor din Statele Unite, cu vânzări de 64.000 de unități. În comparație între cele două mari piețe, în Marea Britanie Spirit a avut vânzări mai mici în prima săptămână față de precedentul album, Delta Machine, însă în Statele Unite au fost 12.000 de copii în plus vândute în prima săptămână față de precedentul album.

## Melodii
Toate melodiile sunt scrise și compuse de Martin L. Gore, mai puțin cele notate. 
| Nr.             | Titlu                             | Autor(i)                               | Lungime |  |
| 1.              | „Going Backwards”                 |                                        | 5:43    |  |
| 2.              | „Where's the Revolution”          |                                        | 4:59    |  |
| 3.              | „The Worst Crime”                 |                                        | 3:48    |  |
| 4.              | „Scum”                            |                                        | 3:14    |  |
| 5.              | „You Move”                        | Gore, Dave Gahan                       | 3:50    |  |
| 6.              | „Cover Me”                        | Gahan, Peter Gordeno, Christian Eigner | 4:52    |  |
| 7.              | „Eternal”                         |                                        | 2:25    |  |
| 8.              | „Poison Heart”                    | Gahan, Gordeno, Eigner                 | 3:17    |  |
| 9.              | „So Much Love”                    |                                        | 4:29    |  |
| 10.             | „Poorman”                         |                                        | 4:26    |  |
| 11.             | „No More (This Is the Last Time)” | Gahan, Kurt Uenala                     | 3:13    |  |
| 12.             | „Fail”                            |                                        | 5:07    |  |
| Lungime totală: | Lungime totală:                   | Lungime totală:                        | 49:23   |  |

| Deluxe edition bonus disc |                              |         |  |
| Nr.                       | Titlu                        | Lungime |  |
| 1.                        | „Cover Me” (Alt Out)         | 4:27    |  |
| 2.                        | „Scum” (Frenetic Mix)        | 5:26    |  |
| 3.                        | „Poison Heart” (Tripped Mix) | 4:16    |  |
| 4.                        | „Fail” (Cinematic Cut)       | 5:38    |  |
| 5.                        | „So Much Love” (Machine Mix) | 7:20    |  |
| Lungime totală:           | Lungime totală:              | 27:07   |  |